# Trzech ojców
Trzech ojców – jeden z wątków wisznuizmu mówiący o mnogości ojców człowieka. 
Zgodnie z zasadami religijnymi zawartymi w Mahabharacie (Adi Parwa 66) za ojca należy uznawać:
- mężczyznę, który dziecko począł
- ratującego życie
- utrzymującego